# Fletch - Un colpo da prima pagina
Fletch - Un colpo da prima pagina (Fletch) è un film del 1985 diretto da Michael Ritchie con Chevy Chase, basato sul personaggio di Irwin Fletcher nato dalla penna di Gregory McDonald.

## Trama
Irwin Fletcher, detto Fletch, è un giornalista impegnato in un servizio sullo spaccio di droga nelle spiagge di Los Angeles: per questo incarico assume l'aspetto di vagabondo sbandato. È in questa veste che viene ingaggiato da Alan Stanwyk, milionario pilota di aereo, con uno strano incarico: quello di uccidere lo stesso Alan, che spiega di essere affetto da un terribile tumore; Fletch dovrà far sembrare il tutto una rapina finita male e riceverà in cambio 50.000 dollari e un biglietto per Rio de Janeiro.
Insospettito dall'insolita proposta il giornalista finge di accettare e comincia ad indagare sul conto di Stanwyk: grazie alle sue doti di trasformista e alle conoscenze acquisite, scopre che Stanwyk non è affatto malato e che non è lui ad essere ricco, ma la famiglia di sua moglie Gail, di cui nel frattempo fa conoscenza.
Impegnato nel contempo nel servizio sullo spaccio nelle spiagge, Fletch scoprirà l'intreccio tra i due casi, la bigamia dello stesso Stanwyk e il coinvolgimento di settori della polizia nell'intrigo, rischiando la vita in prima persona.

## Cameo
In questo film recita, nel ruolo di se stesso, il campione di basket Kareem Abdul-Jabbar, come già aveva fatto ne L'aereo più pazzo del mondo (1980).

## Sequel
- Fletch - Cronista d'assalto (1989)

## Reboot
Jason Sudeikis riporterà sul grande schermo il personaggio di Fletch in un reboot prodotto dalla Relativity Media, compagnia di produzione che ha rilevato il progetto lasciato vacante dalla Warner Bros. Pictures.